# Distretto della Svevia
Il distretto della Svevia (in tedesco Bezirk Schwaben) è uno dei sette distretti in cui è diviso lo Stato libero di Baviera, in Germania.

## Storia
Il nome del distretto fa riferimento alla regione storica della Svevia che, oltre al distretto governativo della Svevia, comprende anche ampie parti del Baden-Württemberg, il Land austriaco del Vorarlberg, il Principato del Liechtenstein, la Svizzera tedesca e la regione francese dell'Alsazia. Ci si riferisce talvolta anche con il nome di Svevia Bavarese (in tedesco Bayerisch-Schwaben).

## Geografia fisica
Il distretto della Svevia comprende la parte sudoccidentale dello stato bavarese e si estende dall'area del cratere di Nördlingen a nord fino all'Allgovia bavarese a sud, ad ovest è delimitata dal fiume Iller e a sud in parte dal lago di Costanza e più a est dal fiume Lech.
Alcune città importanti sono Augusta, Aichach, Donauwörth, Nuova Ulma, Friedberg, Füssen, Günzburg, Illertissen, Kaufbeuren, Kempten, Lindau, Memmingen, Dillingen a.d.Donau, Krumbach, Bad Wörishofen, Thierhaupten e Mindelheim.
I fiumi maggiori sono Danubio, Lech, Vils, Iller, Wertach, Günz, Mindel e Wörnitz.
Il capoluogo del Distretto della Svevia è Augusta.

## Suddivisioni amministrative

### Città extracircondariali e circondari
Il distretto della Svevia è suddiviso in quattro città extracircondariali (kreisfreie Städte) e dieci circondari (Landkreise):
Città extracircondariali
1. Augusta (Augsburg)
2. Kaufbeuren
3. Kempten (Allgäu)
4. Memmingen

Circondari
1. Aichach-Friedberg
2. Augusta (Augsburg)
3. Dillingen a.d.Donau
4. Danubio-Ries (Donau-Ries)
5. Günzburg
6. Lindau (Bodensee)
7. Nuova Ulma (Neu-Ulm)
8. Alta Algovia (Oberallgäu)
9. Algovia Orientale (Ostallgäu)
10. Bassa Algovia (Unterallgäu)